# MotoMagx
MotoMagx是一個由摩托羅拉開發的作業系統上用來運行摩托羅拉的手機。該系統結合了Linux和Java。该系统是基于MontaVista Linux的。

## 外部連結
- Introducing MOTOMAGX
- MOTODEV > Technologies > MOTOMAGX